# 온수매트
온수매트는 주로 겨울철에 쓰는 난방 매트이다. 요즘에는 많은 사람들이 자주 쓴다.
온수매트는 주로 겨울철에 많이 쓰며, 특히 한파일 때 주로 이용한다. 하지만 장기간 사용 시, 몸에 화상을 입을수도 있다. 온수매트는 물을 넣으면 물을 안에서 끓이고, 매트 안에 있는 호스에 물을 공급해서 따뜻하게 만드는 형식이다.

## 브랜드
- 한일
- 일월 매트
- 스팀 보이
- 경동 나비엔

## 사고
온수매트로 인한 사고는 자주 일어난다. 대부분 화상과 관련된 사고가 많이 일어난다.

### 호스 찢어짐 사고
호스가 찢어지며 물이 새서, 샌 물로 인해 화상을 입기도 한다. 이 사고가 많이 일어나는 온수매트 사고 유형 중 하나이다.

### 온수매트 방치 사고
온수매트에 하루종일 앉아 있는 경우가 흔한데, 이러면 엉덩이에 화상을 입게 된다. 또, 온수매트 첫 출시 때는 특히 더 온수매트 방치 사고가 많이 일어났다. 특히 이 사고는 어린이들에게 많이 일어난다.